# АФК Суонзи Сити
Вижте пояснителната страница за други значения на Суонзи.
АФК Суонзи Сити (на английски: Swansea City Association Football Club, Суонзи Сити Асоусиейшън Футбол Клъб; на уелски: Clwb Pêl-droed Dinas Abertawe, Клуб Пеел-дройд Динас Абертауе) е уелски футболен клуб, базиран в едноименния град Суонзи. След като печели плейофа в Чемпиъншип през сезон 2010/11 през предстоящия сезон ще играе в първото ниво на английския футбол – Премиършип. Играе мачовете си на стадион Либърти Стейдиъм. През 2013 г. отборът печели турнира Кепитал Къп, побеждавайки отбора на Брадфорд Сити с 5 – 0.
Успехи
- Карлинг Къп – (1) 2013